# Worms Forts 3D
Worms Forts 3D es una versión para teléfono móvil del juego Worms (videojuego).
El juego consta de 20 niveles diferentes y un final estilo video indicando un premio oculto. Al vencer todos los niveles se pueden invertir los niveles para jugar utilizando el equipo enemigo.
Cabe destacar que el hecho de que su nombre sea Worms Forts  “3D” y no “Under Siege”, como su homólogo para la PC o el Xbox, se debe a que anteriormente se lanzó una adaptación para móviles en 2D que se llamaba como el original, pero que fue poco popular a causa de sus errores: a pesar de rescatar más armas del original, no estaban disponibles a nivel de suelo (la bazooka y la granada se lanzan desde la torre), armas guiadas o teledirigidas con una pobre I.A., las armas eran absurdamente fuertes contra edificios y pobres contra gusanos,  al chocar contra ciertas partes del terreno se teletransportan a lugares que el jugador nunca contempló, etc. 

## Terrenos
En el juego aparecen distintos tipos de terrenos. Son los siguientes:

### Tierra Firme
Es el principal terreno. Sobre él se mueven los gusanos y se construyen edificios. Puede ser modificado o deformado si se construye un edificio a desnivel. Puede ser inutilizada su un arma enemiga golpea tierra vacía o si un edificio es derrumbado. Se recupera después de un turno. Es de color verde claro cuando es útil; inutilizada se torna verde obscuro.

### Agua
Sobre ella no se puede construir ninguna clase de edificio. Si los gusanos intentan caminar sobre ella, se ahogarán instantáneamente. Generalmente, la computadora la sitúa como obstáculo para dividir el terreno local del enemigo. Cualquier arma que caiga en este terreno, se hundirá y perderá su efecto, a excepción de la Bomba Banana, la cual, al tocar el agua, desplegará las mini-bananas, y si estas caen de nuevo en ella, perderán su efecto. Es color azul.

### Pared de Piedra
Sus características son similares a las del agua, solo que si un gusano la toca, no le causará daño alguno. Si al construir un edificio en tierra firme se deforma demasiado el terreno, aparecerá una pared de piedra. Es color marrón claro.

## Armamento

### Bazooka
El Bazooka es un arma de potencia variable que lanza un obús que explota por impacto. 

### Granada
La granada es una de las armas explosivas más simples de Worms.
El temporizador comienza a cinco segundos, el jugador apunta y dispara. Se activa el temporizador en el momento de lanzar la granada, y cuando llegue a cero, la granada explota.
Si cae al agua antes de que el temporizador llegue a cero, la granada se hunde y no tiene ningún efecto.

### Lanzadera de Alce
Un animal-arma con forma de alce con un poder destructivo medio. Explota al contacto.

### Súper mujer
Animal-arma de gran poder destructivo. Se activa un temporizador y camina lentamente, al caminar lanza a los gusanos hacia el frente con su bastón, pudiéndolos lanzar al agua o al precipicio (al ser lanzados también sufren daños), cuando explota tiene un gran poder.

### Bomba Banana
Se trata de un arma de fragmentación de extraordinario poder, La Bomba Banana provoca una fuerte explosión, pero además esparce otras 5 o 6 bananas de igual fuerza y puede ser activada antes de que el temporizador llegue a cero.
Muchos jugadores ven en la Bomba Banana un arma arriesgada y caótica, debido a su enorme poder.

### Golpe Napalm
Un arma teledirigida que despliega 6 bolas de fuego en secuencia con una capacidad de daño letal. Su dirección puede ser afectada por la influencia del viento.

### Rinoceronte
Esta bizarra arma especializada en edificios, golpea seis veces causando un daño de diez puntos en cada una, al golpear rebota mucho lo que lo puede enviar al agua, si no hay edificio alguno puede seguir marchando directo a la fortaleza, tiene el mismo efecto que la Súper Mujer con los gusanos, pero estos los lanza hacia tras.

### Golpe Aéreo
Tiene un efecto similar al del Golpe Napalm. Cinco misiles caen desde un avión, describen un movimiento parabólico y explotan por contacto. Cada bomba puede producir hasta 20 puntos de daño.

### Granada Santa
La granada santa es una versión mejorada de la granada.  Causa un daño significativo y normalmente matará a los gusanos más próximos. Su onda expansiva causará daños a otros gusanos más alejados, y podrá tirar gusanos desde lo alto de un precipicio, o fuera de la pantalla, si éstos se encuentran mal situados.
Antes de explotar, suena un cántico de "Aleluya".

### Lanzadera Frigo
Un peculiar proyectil con forma de refrigerador de gran poder. Puede causar la muerte de aquel gusano un golpe directo de esta arma. Generalmente es usada para destruir edificios o inutilizar grandes cantidades de terreno.

### Hipopótamo
Esta arma se lanza igual al Rinoceronte, pero este tiene un cohete que lo hace manejable en el aire y hace posible decidir donde explotara. Lo único que lo frenará: explotar, caer al agua o salir de la pantalla, puede ser la mejor si se sabe controlar

### Golpe de Troya
El golpe de Troya es el más devastador ataque en el juego. Como todos los ataques teledirigidos, es influenciado por el viento; al caer hace un daño menor al del ataque aéreo,  pero al rebotar, seguramente destruirá los edificios que toque, lanzara lejos a los gusanos próximos y luego explotará.

## Edificios
Los edificios se pueden clasificar en dos tipos:
- De Ayuda: sirven como apoyo al juego y sobre ellos no puedes utilizar armas de nivel superior.

- De Ataque: son aquellos donde puedes usar armas superiores.

### Fortaleza
Es el principal y más importante. Si llega a ser destruido automáticamente se pierde el juego. Tiene 500 puntos de vida.

### Torre
Es el primer edificio que se puede crear al inicio de la partida, de él se pueden usar la Lanzadera de Alce y la Súper Mujer. Posee 30 puntos de vida.

### Torre del homenaje
Con él se puede lanzar la Bomba Banana, el Golpe Napalm, el Rinoceronte y el Golpe Aéreo. Es necesario tener en pie la Torre para ser construida. Tiene 50 puntos de vida

### Castillo
El castillo es uno de los edificios más útiles durante el juego, ya que sobre él puedes usar la Granada Santa, la Lanzadera Frigo, el Golpe de Troya y el Hipopótamo, las cuales son de las armas más poderosas. Para crearlo se necesita tener en pie la Torre y la Torre del homenaje al mismo tiempo. Tiene 50 puntos de vida.

### Laboratorio científico
Duplica el ataque de tus armas. Es muy útil cuando ya has creado los edificios de ataque. No necesitas más que espacio para crearlo. Tiene 30 puntos de vida.

### Fábrica de armamento
Si crear este edificio, cada ronda caerá una caja con armas de nivel superior, para este no necesitas haber creado nada antes, aunque para usar esas armas necesitas los edificios de ataque. Tiene 50 puntos de vida.

### Maravilla
Es uno de los edificios más difíciles de crear, necesitas la torre del homenaje y el castillo al mismo tiempo, si este edificio dura tres turnos en pie, automáticamente gana el juego el jugador que la haya creado. Tiene 100 puntos de vida.

## Otros

### Viento
Durante cada turno, ya sea local o del oponente, cambiará la fuerza y la dirección del viento, y afectara la precisión de las armas (especialmente las teledirigidas).

### Paredes Fijas
Son dos altos y paralelos pilares de piedra gris que en algunos niveles dividen los terrenos. Son indestructibles por las armas e impenetrables por los gusanos. Armas como el Rinoceronte y la Súper Mujer pueden pasar a través de ellas, pero sin destruirlas.

## Error en la Interfaz
En el último año, los usuarios del juego se han percatado de un error en la interfaz gráfica, permitiéndoles a los gusanos cruzar por el terreno de agua y subir por las paredes de piedra alternando rápidamente el uso de los botones izquierdo y derecho del Pad direccional o los botones 4 y 6 del teclado numérico. También ha ocurrido que durante el juego, los gusanos, al ser lanzados al agua, queden sobre su superficie sin ahogarse, aunque al inicio del próximo turno de dicho gusano inmediatamente se hunde en el agua.